# 서울 강남구의 향토문화재
서울 강남구의 향토문화재는 「문화재보호법」 제2조제2항에 따른 지정문화재가 아닌 것으로서 서울특별시 강남구에 소재한 문화재 중 서울특별시 강남구청장이 향토문화 보존에 필요하다고 인정하여 지정한 문화재를 말한다.

## 참고 문헌
- 서울 강남구 홈페이지 - 고시/공고